# Arcomps
Arcomps é uma comuna francesa na região administrativa do Centro, no departamento Cher. Estende-se por uma área de 20,5 km². Em 2010 a comuna tinha 305 habitantes (densidade: 14,9 hab./km²).